# Iohimbina
La iohimbina és un alcaloide indol derivat de l'escorça de l'arbre iohimbe de l'Àfrica central. S'utilitza principalment com a tractament per a la disfunció erèctil. Les marques comercials inclouen: Erex, Testomar, Yocon, Yohimar, Yohimbe. És un estimulant amb efectes afrodisíacs i IMAO lleus que actua principalment com un antagonista dels receptors adrenèrgics α 2. Està disponible en alguns països sota prescripció mèdica per al tractament de la xerostomia i disfuncions sexuals induïdes per inhibidors selectius de la recaptació de serotonina. La iohimbina produeix un perfil similar al TDAH.

## Usos mèdics

### Efectes secundaris d'ISRS
Hi ha un potencial ús de la iohimbina per al tractament de la disfunció sexual induïda per inhibidors selectius de la recaptació de serotonina (ISRS). Un estudi ha demostrat l'habilitat de la iohimbina d'augmentar la funció física com també el desig en pacients prenent ISRS. La iohimbina ha demostrat ser eficaç en el tractament de boca seca causada per l'ús d'antidepressius, però la gran majoria de l'evidència s'ha centrat en pacients prenent un antidepressiu tricíclic.

### Altres usos
La iohimbina ha estat usada per a la xerostomia, com un agent d'augment de la pressió arterial en casos de fallada autonòmic, i com una sonda urinària per a l'activitat noradrenèrgica.
L'addició d'iohimbina a la fluoxetina o venlafaxina ha estat trobada d'augmentar l'acció antidepressiva de tots dos agents.
La iohimbina s'ha utilitzat per facilitar la recuperació dels records traumàtics en el tractament de trastorn d'estrès posttraumàtic (TEPT). L'ús de la iohimbina fora dels entorns terapèutics podria no ser adequat per a les persones que pateixen de TEPT. En farmacologia, la iohimbina s'utilitza com una sonda per als adrenoreceptores α 2. En medicina veterinària, la iohimbina és usada per revertir l'anestèsia de la droga xilazina en animals grossos i petits.

## Efectes secundaris
Depenent de la dosi, la iohimbina pot augmentar o disminuir la pressió arterial sistèmica (a través de la vasoconstricció o vasodilatació, respectivament); petites quantitats d'iohimbina poden augmentar la pressió, mentre que grans quantitats poden disminuir perillosament la pressió.
L'índex terapèutic de la iohimbina és força petit; l'interval entre una dosi eficaç i una dosi perillosa és molt estret. Els efectes perceptibles comencen amb menys de la meitat d'un mil·ligram. Una dosi típica per a la disfunció sexual seria de 15–30 mg, mentre que 100 mg serien considerats perillosos. Les sobredosi també podrien precipitar en reaccions de tipus pànic, atacs de cor, i possiblement la mort.
Al·lucinacions o paràlisi possibles amb dosis superiors a 40 mg. Dosis més altes d'iohimbina oral poden crear nombrosos efectes secundaris, com ara taquicàrdia, sobreestimulació, pressió arterial anòmala, sudoració freda, i insomni. En rars casos han ocorregut atacs de pànic, al·lucinacions, cefalees, marejos, i enrogiment de la pell.
La sobredosi d'iohimbina pot causar priapisme. Hi ha poca evidència per a l'ús de pseudoefedrina en el tractament del priapisme. L'Associació d'Urologia dels Estats Units recomana la injecció intracavernosa de fenilefrina.
Els efectes adversos greus per sobredosi d'iohimbina poden incloure convulsions i falla renal. La iohimbina no ha de ser consumit per qualsevol persona amb malalties en el fetge, ronyó, o cor, o amb trastorns psicològics.

### Precaucions i contraindicacions
L'escorça de Yohimbe és a la llista de suplements perillosos de l'FDA. Els nivells d'iohimbina que estan presents en l'extracte d'escorça d'iohimbe són variables i sovint molt baixes. Per tant, tot i que l'escorça de yohimbe s'ha utilitzat tradicionalment per alleujar la disfunció erèctil masculina, no hi ha prou evidència científica per formar una conclusió definitiva en aquesta àrea.
A l'Àfrica, la iohimbina s'ha utilitzat tradicionalment com un afrodisíac. No obstant això, és important assenyalar que mentre que els termes iohimbina, clorhidrat de iohimbina, i extracte d'escorça de yohimbe estan relacionats, no són intercanviables.
A més de la substància química activa principal, la iohimbina, l'arbre Pausinystalia yohimbe conté aproximadament 55 altres alcaloides, dels quals la iohimbina representa l'1% a 20% dels alcaloides totals. Entre ells, la corynanthina és un bloquejador del receptor α 1. D'aquí que l'ús d'extracte de yohimbe en dosis suficients podria proporcionar un bloqueig concomitant dels receptors α 1 i α ₂ i, per tant, podria millorar les ereccions millor que la iohimbina sola.

### Interaccions
Al mínim 14 dies han de passar entre la interrupció de la teràpia amb IMAO i l'inici del tractament amb iohimbina.
La investigació en gats suggereix que la iohimbina augmenta els efectes dels estimulants catecolaminèrgics, principalment l'amfetamina i el modafinil.

## Farmacologia
La iohimbina té una alta afinitat per als receptors adrenèrgics alfa 2 (α2), una afinitat moderada per als receptors α1, 5-HT1A, 5-HT1B, 5-HT1D, 5-HT1F, 5-HT2B, i D2, i una afinitat dèbil per als receptors 5-HT1E, 5-HT2A, 5-HT5A, 5-HT7, i D3. Es comporta com un antagonista en els receptors beta-α1, beta-α2, 5-HT1B, 5-HT1D, 5-HT2A, 5-HT2B, i D2, i com un agonista parcial en 5- HT1A. En altes concentracions, la iohimbina interactua amb els receptors de serotonina i dopamina.

### Perfil farmacològic
| Objectiu Molecular | Afinitat d'Unió (Ki en nM) | Acció Farmacològica | Aplicació en | Font            |
| ------------------ | -------------------------- | ------------------- | ------------ | --------------- |
| SERT               | 1.000                      | inhibidor           | humans       | Escorça Frontal |
| 5-HT1A             | 346                        | agonista parcial    | humans       | clonat          |
| 5-HT1B             | 19,9                       | antagonista         | humans       | clonat          |
| 5-HT1D             | 44,3                       | antagonista         | humans       | clonat          |
| 5-HT1E             | 1.264                      | desconegut          | humans       | clonat          |
| 5-HT1F             | 91,6                       | desconegut          | humans       | clonat          |
| 5-HT2A             | 1.822                      | antagonista         | humans       | clonat          |
| 5-HT2B             | 143,7                      | antagonista         | humans       | clonat          |
| 5-HTjuliol         | 2.850                      | desconegut          | humans       | clonat          |
| α1A                | 1.680                      | antagonista         | humans       | clonat          |
| α1B                | 1.280                      | antagonista         | humans       | clonat          |
| α1C                | 770                        | antagonista         | humans       | clonat          |
| α1D                | 557                        | antagonista         | humans       | clonat          |
| α2A                | 1,05                       | antagonista         | humans       | clonat          |
| α2B                | 1,19                       | antagonista         | humans       | clonat          |
| α2C                | 1,19                       | antagonista         | humans       | clonat          |
| D2                 | 339                        | antagonista         | humans       | clonat          |
| D3                 | 3.235                      | antagonista         | humans       | clonat          |

## Recerca
A més a més, la iohimbina inhibeix la funció dels enzims de la monoamino-oxidasa, encara que no és clar si es tracta d'un inhibidor reversible de la monoamino-oxidasa A, un inhibidor monoamino-oxidasa A (MAOA) o monoamino-oxidasa B (MAOB).
Els IMAOs estan generalment contraindicats per al seu ús juntament amb menjars rics en tiramina. Algunes companyies han combinat la iohimbina amb tiramina en els seus productes energètics. No obstant això, la tiramina va fallar en potenciar l'efecte de la iohimbina excepte per augmentar en certa manera l'augment en dihidroxifenilglicina.
Malgrat les seves propietats IMAO, no perdona la degradació de les triptamines, (per exemple, la dimetiltriptamina) que romanen oralment inactius en ser coadministrats, el que suggereix que la iohimbina és potencialment un inhibidor selectiu de la MAOB.
La iohimbina va ser explorada com a remei per a la diabetis mellitus tipus 2 en models animals i humans portant polimorfismes del gen del receptor adrenèrgic-α 2A.